# Albert-Einstein-Gymnasium Kaarst
Das Albert-Einstein-Gymnasium der Stadt Kaarst (kurz AEG) ist ein Gymnasium in Kaarst. Das Gymnasium unterhält internationale Kontakte mit Schulen in Belgien und Frankreich.

## Geschichte
Das Gymnasium wurde 1966 gegründet und befindet sich seit 1969 am heutigen Standort.

## Profil
Das Gymnasium bietet neben Englisch ab Klasse 7 Französisch bzw. Latein und ab Klasse 9 sowie ab Beginn der gymnasialen Oberstufe Spanisch an.
Die Schule hat das Siegel Digitale Schule, das s.i.n.us-Siegel sowie das Siegel Schule ohne Rassismus, wurde zertifiziert als MINT-freundliche Schule und trägt die Auszeichnung als Fairtrade-Schule.